# Mina (zangeres)
Mina Anna Mazzini (Busto Arsizio, 25 maart 1940) is een Italiaans zangeres.
Ze is (samen met Adriano Celentano) de enige Italiaanse artieste die in zes verschillende decennia met een album de 1ste plaats haalde in de nationale hitparade (sinds het begin van de recordnotaties in 1965).
Door haar lange carrière en grote successen is Mina het soort artieste van wie elke Italiaan van elke generatie wel liedjes (her)kent.
Buiten Italië zijn vooral de volgende hits van haar bekend, vaak in gecoverde versies: "Parole parole", "Grande grande grande (ook gekend als "Never Never Never" of "I Hate You Then I Love You"), "Heisser Sand" ("Brandend zand"), "Un anno d'amore" ("Un año de amor"), "Tintarella di luna".

## Ster van de jaren 60 en 70
Mina Mazzini werd op 25 maart 1940 te Busto Arsizio geboren en groeide op in Cremona. Daar houdt ze haar bijnaam Tigre di Cremona (Tijgerin van Cremona) aan over, "tijgerin" mede omwille van haar "wilde" bewegingen bij het optreden, terwijl artiesten toen gewoonlijk nog erg statisch achter de micro bleven staan. Ze breekt in 1958 door in de muziek. In die tijd treedt ze op onder de artiestennaam Baby Gate en zingt ze rock-'n-rollnummers. In 1959 komt ze voor het eerst op de televisie. In het programma "Il Musichiere" zingt ze Nessuno. In datzelfde jaar scoort ze haar eerste hit in Italië met Tintarella di luna, wat in 1960 haar eerste nummer 1-hit wordt (in België ook een hit in de versie van Jo Lemaire). De twee daaropvolgende jaren neemt ze deel aan het San Remo festival. In 1960 eindigt ze achtste met È vero en in 1961 vierde met Io amo tu ami. Haar andere deelname van 1961, Le mille bolle blu, wordt vijfde.
Ook in het jaar 1961 scoort ze zelfs een bescheiden succes in de Verenigde Staten (Billboard Hot 100) met Il cielo in una stanza / This World We Love In, een nummer dat in Italië opnieuw de top van de hitparade haalt. Deze klassieker staat nog steeds in de top 10 van de meest verkochte songs aller tijden in Italië, volgens de classificatie van Hitparadeitalia.it (samen met 2 andere hits van Mina: E poi en Grande grande grande).
Haar song "Piano" (1960) haalde in de Engelse coverversie door Matt Monro als "Softly, as I Leave You" de hitparade in het Verenigd Koninkrijk in 1962 en in de Verenigde Staten twee jaar later door Frank Sinatra.
In 1962 zingt ze Eclisse twist, het themanummer van Michelangelo Antonioni's film L'eclisse met Alain Delon en Monica Vitti. Ook voor andere films, bijvoorbeeld Io, Emmanuelle (A Man for Emmanuelle) zingt ze het themalied Emmanuelle.
In 1962 breekt Mina door in Nederland en de Duitssprekende landen. In Duitsland staat Mina negen weken op nummer 1 met haar hit Heißer Sand. In Nederland staat ze twee weken op nummer 1 met, mede dankzij de populaire vertaling Brandend zand van Anneke Grönloh, waarvan de verkopen bij de single van Mina worden opgeteld. In Nederland en Vlaanderen scoort ze daarna nog een kleinere hit met "Fiesta Brasiliana". Daarna verdwijnt ze uit de Vlaamse en Nederlandse hitlijsten. In Duitsland weet ze haar succes echter wel voort te zetten met enkele Duitstalige liedjes, maar in 1964 heeft ze ook daar haar laatste hit met Ja, die Liebe lebe hoch.
In haar eigen land Italië is Mina altijd populair gebleven. Meerdere keren hield ze er zelfs de Beatles van de 1ste plaats in de hitparade. De grootste Italiaanse songschrijvers schreven songs voor haar, terwijl ze zelf steeds haar repertoire koos en regelmatig ook onbekende songschrijvers selecteerde.
Ze was de ster van de televisieshows in de jaren zestig en zeventig, en had ook haar eigen shows op de (cruciale) zaterdagavond toen de Italiaanse staatstelevisie RAI nog de enige Italiaanse tv-zender was.
In 1963 raakte ze echter verwikkeld in een schandaal in het oerkatholieke Italë, waardoor ze een tijd lang van de Italiaanse televisie geweerd wordt. Ze weigerde toe te geven dat ze zwanger was van de getrouwde acteur Corrada Pani. Het kind, Massimiliano Pani, wordt op 18 april 1963 geboren en wordt later muzikant en producer. Haar platen blijven verkopen. Na minder dan twee jaar censuur mocht ze toch weer voor de televisie werken. 
Toch werden sommige songs en videobeelden door de openbare omroep RAI nog verboden wegens (voor de toen geldende moraal) te sensueel/sexy of vrijpostig, of gevoelige liedonderwerpen als religie en seks.
Mina's optredens combineerden sexappeal met openbaar roken, geverfde blonde haren, en geschoren wenkbrauwen tot een imago van "bad girl". Ze was de eerste artieste die een minirok droeg op televisie. Haar vrijgevochten imago was inspirerend emancipatorisch pionierwerk voor de vrouwen in die tijd.
Tot in de jaren tachtig scoort ze met regelmaat hits. Zeven daarvan bereiken de eerste plaats in Italië: Il cielo in una stanza (1960), Moliendo Cafè (1962), E' l'uomo per me (He walks like a man) (1964), Un anno d'amore (C'est irréparable) (1965) (ook gekend in de Spaanse coverversie van Luz Casal), Grande grande grande (1972) (werd een wereldhit in de Engelse versie Never never never door onder andere Shirley Bassey, later als duet in 1998 heropgenomen als I Hate You Then I Love You door Céline Dion en Luciano Pavarotti), Parole parole (duet met acteur Alberto Lupo) (1972) (nadien ook een grote hit in het Frans door Dalida en Alain Delon) en E poi (1974). 

Daarnaast zorgt ze met La canzone di Marinella van het album Dedicato a mio padre uit 1967 voor de doorbraak van singer-songwriter Fabrizio de André, die het voor haar schreef. 

In 1985 scoort haar duet met Riccardo Cocciante, Questione di feeling nog de tweede plaats (tevens een radiohitje in België).
Ze werkte ook enkele keren samen met Toots Thielemans.
Na enkele persoonlijk woelige jaren gaat Mina in 1966 in het Zwitserse Lugano wonen, (in 1989 krijgt ze ook de Zwitserse nationaliteit).

## Blijvend productief, ondanks afscheid van het podium
In 1978, na twee decennia lang volop in de schijnwerpers te hebben gestaan (ze verscheen op een recordaantal covers van Italiaanse magazines), als zangeres met een enorme reputatie als live-artieste, die alle genres aandurfde, en ster van de Italiaanse televisie, besliste ze zich plots volledig terug te trekken uit het publieke leven, en kiest voor een privaat leven en enkel nog zich te focussen op muziek (op plaat) en dingen die ze nog graag wil doen.
Vanaf dan geen interviews meer, geen concerten, geen televisieoptredens, zelfs geen foto's. In Lugano beheert ze ook haar eigen opname- en platenstudio PDU voor haarzelf, haar zoon en andere artiesten.
Ze blijft zeer actief singles en platen uitbrengen, gemiddeld 1 album per jaar. Hoewel ze na 1986 nauwelijks nog singles uitbrengt, blijven haar albums uiterst succesvol. Ze heeft sinds het begin van de Italiaanse albumhitlijst in 1965 tot 2008, elk jaar met een album in de hitlijst genoteerd gestaan.
Zo is ze ondanks haar "onzichtbaarheid" blijvend aanwezig in de Italiaanse muziekwereld. Het mysterie en haar steevast opgemerkte nieuwe publicaties dragen nog bij tot haar levende legende.

## Jaren 1990-2000
Het album "Mina Celentano", een samenwerking met de bestverkopende Italiaanse artiest, haalt in 1998 op korte tijd anderhalf miljoen verkochte exemplaren. Aangezien Mina niet meer in beeld verschijnt, wordt een animatiefilm gemaakt als videoclip voor de single Che t'aggia di. De grootste hitsingles zijn echter Acqua e sale en Brivido felino.
In 2001 worden voor het eerst sinds 1978 (!) heel uitzonderlijk weer recente beeldopnamen van Mina vertoond, opnamen in haar muziekstudio, onder andere met groot orkest. Ze worden uitgezonden op 30 maart 2001, op de portaalsite van Wind op het internet, er zijn miljoenen site-bezoekers die ene avond, een nationaal evenement. Kort later verschijnt hiervan ook de dvd Mina in Studio, die ook een recordverkoop haalt.
In 2002 maakt ze op 63-jarige leeftijd ook een comeback in de singles-hitlijst met de nummer 2-hit Succhiando l'uva (mee geschreven door Zucchero). In 2003 bereikt de single Don't call me baby (Can't take my eyes off you), een cover van de hit van Frankie Valli, de tweede plaats. In 2007 haalt Alibi van het rocky album Bau nog steeds de top 10.
Vanaf 1996 maakt Mina steeds vaker conceptalbums rond één thema, gaande van de Napolitaanse liederenschat (Napoli I-II), popsuccessen van Renato Zero (N0), (sacrale) klassieke muziek (Dalla terra), de composities van Domenico Modugno (Sconcerto), de jazzy standards van Sinatra (L'allieva, 2005, volledig in het Engels), maar ook nog steeds nieuwe songs, met een rauwere, rocky, jazzy of soulvolle ondertoon.
Jarenlang schreef ze ook voor haar vaste rubrieken in de Italiaanse krant La Stampa (2001-2011) en in het tijdschrift Vanity Fair (2003-2015).
In 2004 wordt de driedubbele verzamel-cd The Platinum Collection een enorm verkoopsucces (meer dan 600.000) en blijft meer dan een jaar hoog in de hitparade.
Mina heeft ook een sterke fanbasis in de Spaanstalige wereld; regisseur Pedro Almodóvar is een fan en integreerde songs van Mina in zijn filmsoundtracks, hij vertaalde ook zelf Un año de amor voor Luz Casal. In 2001 brengt Mina een verzamelalbum uit met Spaanstalige nummers Colección latina, met zowel Spaanstalige klassiekers als vertalingen van haar successen. In 2005 creëert men in Argentinië een succesvolle musical, opgebouwd rond de successen van Mina, later bereikt de tournee ook enkele Italiaanse steden. En in 2007 verschijnt Todavía, een volkomen Spaanstalig album met nieuwe vertalingen van haar (ook meer recente) successen, in duet met Spaanse en Latijns-Amerikaanse sterren als Joan Manuel Serrat, Miguel Bosé en anderen. Een succesformule: dit album bereikt zowel in Spanje als in Italië de hitparade, in eigen land zelfs de 1ste plaats en de platinum status.
In 2009 mag Mina (met een muziekvideo) het 59e nationale Festival van San Remo openen (en sluiten) met een nieuwe opname van de opera-aria Nessun dorma (uit "Turandot" van Puccini), eigenlijk een aria voor mannelijke tenorstem, maar ook al opgenomen door Aretha Franklin. Het is promotie voor haar nieuwe project, "Sulla tua bocca lo dirò", een album met klassieke zangstukken in het Italiaans (Puccini, Giordani, Cilea, Albinoni), Engels (Gershwin, Bernstein) en Spaans (Astor Piazzolla).
Geregeld verschijnen ook duetten met de grootste sterren: Adriano Celentano, Renato Zero, Ivano Fossati, Pino Daniele, Lucio Dalla, Ornella Vanoni, Giorgia, Tiziano Ferro, Afterhours, Fiorello, Fausto Leali. Maar ook internationale artiesten uit Spanje, Argentinië, Brazilië en Britse zangers als Seal en Mick Hucknall.
Mina is altijd aanwezig gebleven, en populair. Haar klassiekers (alsook nieuwe opnames) worden nog regelmatig gebruikt bij reclamespots, televisieseries en films, en in talentenshows op tv.

## Jaren 2010
Ook in de jaren 2010 gaat Mina onvermoeibaar door en lijkt de tijd nauwelijks vat te hebben op haar stem en drang tot experiment en expressie. Ze werkt samen met bekende maar ook jonge muziekschrijvers. Mina zou volgens haar platenfirma jaarlijks tot 3000 songs opgestuurd krijgen, die ze naar eigen zeggen allemaal beluistert, en soms ook op plaat opneemt.
De nieuwe albums hebben zoals steeds een erg opvallende cover. Haar (eigen) platenfirma en haar zoon en producer (alsook componist) Massimiliano Pani zorgen voor een uitgekiende marketing, en de media blijven ruim aandacht schenken aan elke nieuwigheid van de zangeres, en ook zijn er regelmatig hommage-uitzendingen. Af en toe is er zelfs een videoclip bij een single, zoals voor onder andere Alibi (2006), Adesso è Facile (2009), Questa canzone (2011), Amami amami en È l'Amore (2016), All Night (2017), Il Tuo Arredamento (2018) (weliswaar steeds zonder nieuwe beelden van Mina).
Muziek van haar blijft regelmatig aanwezig in (inter)nationale reclame-spots. Haar liederen worden ook nog steeds gecoverd of gesampled door andere artiesten. Ook in de diverse talentenshows op tv komt haar repertoire vaak aan bod.
Naast diverse popalbums en het jazzalbum "12 (american song book)" (2012), brengt ze een kerst-ep uit in 2010 en een volledig kerstalbum: Christmas Song Book in 2013.
Sinds de jaren 70 tot op vandaag (2023) halen al haar albums steeds de top 10 in Italië.
In 2014 wordt een nieuwe song La palla è rotonda, van het album "Selfie", door de RAI gekozen als kenmuziek voor hun uitzendingen rond het Wereldkampioenschap voetbal 2014.
Najaar 2016 verschijnt een langverwacht tweede duo-album van de twee bestverkopende Italiaanse zangers: Mina en Adriano Celentano, "Le migliori". In december haalt dit de top van de Italiaanse albumverkoop, waardoor Mina, samen met Celentano, in elk van zes opeenvolgende decennia een album op de eerste plaats heeft behaald, een zeer opmerkelijke prestatie. Ondanks de start van de verkoop pas in november, werd het tevens het best verkochte album van het jaar in Italië.
In 2023 verrast een intergenerationeel duet tussen Blanco (20) en Mina (83), "Un briciolo di allegria", en blijft gedurende 5 weken op nummer 1 in de Italiaanse hitparade.
69 albums van Mina hebben de top 30 gehaald in Italië, en 59 singles. Geen enkele artiest is tot op vandaag meer aanwezig geweest in de Italiaanse hitparade dan Mina.
Wereldwijd verkocht ze meer dan 150.000.000 platen.

## Trivia
- Mina is geroemd, niet enkel om haar intense interpretaties, maar ook om haar krachtige en wendbare stem, die iets meer dan vier octaven aankan. In de jaren zestig werd een lied gecomponeerd, Brava, om haar kunnen te tonen.
- Mina zong duetten met vele andere artiesten, onder wie de Italiaanse sterren Adriano Celentano, Lucio Battisti, Lucio Dalla, Riccardo Cocciante, Giorgia, Renato Zero en Tiziano Ferro en diverse Spaanse en Latijns-Amerikaanse artiesten, zoals Miguel Bosé, Joan Manuel Serrat, Diego Torres en Chico Buarque. Ze nam bovendien muziek op met grote internationale namen uit de muziek als Toots Thielemans, Ástor Piazzolla, Ennio Morricone en Mick Hucknall (zanger van Simply Red).
- Behalve in het Italiaans, en enkele Italiaanse streektalen zoals het Napolitaans, zingt Mina ook in het Spaans, Engels, Portugees en Frans, en in de jaren zestig bovendien in het Duits, Turks en Japans.
- Met haar bigband- en jazzy repertoire werd Mina ook bewonderd door Amerikaanse artiesten als Frank Sinatra en Louis Armstrong. Ondanks een uitnodiging van Sinatra zelf, eind jaren zestig, maakt ze, mogelijk mede vanwege haar vliegangst, toch nooit de stap naar de Verenigde Staten.

## Discografie

### Albums
1960. Il cielo in una stanza
1960. Tintarella di luna
1961. Due note
1962. Moliendo cafè
1962. Renato
1963. Stessa spiaggia stesso mare
1964. 20 successi di Mina
1964. Mina
1964. Mina n. 7
1965. Mina & Gaber Un'ora con loro
1965. Mina interpretata da Mina
1965. Studio uno
1966. Mina 2
1966. Mina canta Napoli
1966. Studio uno
1967. 4 anni di successi
1967. Dedicato a mio padre
1967. Sabato sera - Studio uno
1968. Canzonissima '68
1968. Le più belle canzoni Italiane
1968. Mina alla Bussola dal vivo
1969. Bugiardo più che mai...piu incosciente che mai
1969. I discorsi
1969. Incontro con Mina
1969. Mina for you
1970. Mina canta o Brasil
1970. Quando tu mi spiavi in cima a un batticuore
*
1971. Del mio meglio
1971. Mina
1972. Altro 1+1
1972. Cinquemilaquarantatre
1972. Dalla Bussola 1 + 1
1973. Amanti di valore
1973. Del mio meglio n. 2
1973. Frutta e verdura
1974. Baby Gate
1974. Mina ®
1975. La Mina
1975. Minacantalucio
1976. Del mio meglio n. 3
1976. Del mio meglio n. 4
1976. Mina Con Bignè
1976. Plurale
1976. Singolare
1977. Mina quasi Jannacci  ((Enzo Jannacci songs))
1978. Del mio meglio n. 5
1978. Di tanto in tanto
1978. Mina live '78
1979. Attila
1980. Kyrie
*
1981. Del mio meglio n. 6
1981. Salomè
1982. Italiana
1983. Del mio meglio n. 7
1983. Mina 25
1984. Catene
1985. Finalmente ho conosciuto il conte Dracula
1985. Del mio meglio n. 8
1986. Si Buana
1987. Del mio meglio n. 9
1987. Rane Supreme
1988. Ridi pagliaccio
1988. Oggi ti amo di piu'
1989. Uiallalla
1990. Ti conosco mascherina
*
1991. Caterpillar
1992. Sorelle Lumiere
1993. Lochness
1993. Mina canta i Beatles
1994. Canarino Mannaro
1994. Mazzini canta Battisti
1995. Canzoni d'autore
1995. Pappa di latte
1996. Cremona
1996. Napoli
1997. Leggera
1997. Minantologia
1998. Gold collection Vol. 1 & 2
1998. Mina Celentano
1998. Mina Sanremo
1998. Studio collection Vol. 1 & 2
1999. Mina Gold 2
1999. Mina n. 0  ((Renato Zero SongBook))
1999. Olio
2000. Dalla Terra
2000. Mina Love collection
2000. Mina Per Wind
*
2001. Collecion latina
2001. Sconcerto ((Domenico modugno songBook))
2002. Mina per Wind 2
2002. Veleno
2003. In duo
2003. Napoli secondo estratto
2003. Napoli primo, secondo e terzo estratto
2004. The platinum collection (3 CD)
2004. Una Mina d'amore
2005. Bula bula
2005. L'allieva ((Sinatra SongBook))
2006. Bau
2007. Todavía ((in het Spaans))
2009. Sulla tua bocca lo dirò ((met klassieke aria's))
2009. Facile
2010. Caramella
*
2011. Piccolino
2012. 12 (American Song Book)
2013. Christmas Song Book
2014. Selfie
2016. Le migliori (met Adriano Celentano)
2018. Maeba
2018. Paradiso (Lucio Battisti Songbook)
2019. Mina Fossati ((met Ivano Fossati))
2021. Mina in studio (2001-2021)
2023. Ti amo come un pazzo

### Singles
| Single met hitnotering(en) in oude hitlijsten | Datum van verschijnen | Datum van binnenkomst | Hoogste positie | Aantal maanden | Opmerkingen | Bron                 |
| --------------------------------------------- | --------------------- | --------------------- | --------------- | -------------- | ----------- | -------------------- |
| Heißer Sand                                   |                       | 21-7-1962             | 1               | 18             |             | Platennieuws         |
| Fiesta Brasiliana                             |                       | jan 1963              | 21              | 2M             |             | Muziek Expres Top 30 |
| Fiesta Brasiliana                             |                       | jan 1963              | 20              | 1M             |             | Muziek Parade        |

| Single met hitnotering(en) in de Vlaamse Ultratop 50 | Datum van verschijnen | Datum van binnenkomst | Hoogste positie | Aantal weken | Opmerkingen           |
| ---------------------------------------------------- | --------------------- | --------------------- | --------------- | ------------ | --------------------- |
| Fiesta Brasiliana                                    |                       | nov 1962              | 19              | 1M           | in de Juke Box Top 20 |